# Annette Lu
Pour les articles homonymes, voir LU.
Annette Lu Hsiu-lien (chinois traditionnel : 呂秀蓮 ; pinyin : Lǚ Xiùlián ; pe̍h-ōe-jī : Lū Siù-liân), née le 7 juin 1944 dans le Taoyuan (Taïwan, alors sous domination du Japon), est une femme politique taïwanaise. Féministe active dans le mouvement Tangwai, elle rejoint le Parti démocrate progressiste (PDP) en 1990 et est élue députée au Yuan législatif entre 1993 et 1996. Elle est ensuite élue magistrate de Taoyuan entre 1997 et 2000, et est vice-présidente de la république de Chine (Taïwan) entre 2000 et 2008, sous la présidence de Chen Shui-bian. Annette Lu annonce son intention de se présenter à l'élection présidentielle le 6 mars 2007, mais se retire pour soutenir le candidat du PDP Frank Hsieh. Annette Lu se présente à nouveau en 2012, mais se retire pour la seconde fois, cédant l'investiture du parti à Tsai Ing-wen, la présidente du parti. Elle perd les élections municipales de Taipei au profit de Pasuya Yao en 2018 et déclare qu'elle a l'intention de quitter le parti. Cependant, lorsque Annette Lu annonce en septembre 2019 qu'elle va disputer les élections présidentielles de 2020 au nom de l'Alliance Formose, elle était encore membre du Parti démocrate progressiste.

## Biographie

### Enfance et études secondaires
Annette Lu est née dans la ville de Tōen (aujourd'hui Taoyuan), dans le nord de Taïwan, pendant la domination japonaise . Elle a des origines hoklo et hakka, ses ancêtres du côté paternels provenant du comté de Nanjing, Zhangzhou, Fujian en 1740. Elle a un frère aîné et trois sœurs aînées.
Après son diplôme au premier lycée de filles de Taipei, Annette Lu étudie le droit à l'université nationale de Taïwan. Diplômée en 1967, elle décroche une maîtrise en droit de l'université de l'Illinois à Urbana-Champaign (en droit comparé, 1971) et de l'université Harvard (1978).

### Parcours politique
Au cours des années 1970, Annette Lu est une éminente militante féministe à Taïwan, elle est l'auteure de l'ouvrage Le nouveau féminisme (新女性主義, Xīn nǚxìng zhǔyì). Elle renonce à son statut de membre du Kuomintang, rejoint le mouvement Tangwai, mouvement de l'opposition qui milite pour plus de démocratie et pour la fin du régime autoritaire. Elle est une des éditrice de la revue Formosa. Annette Lu est de plus en plus active dans le mouvement Tangwai.
En 1979, elle prononce un discours de 20 minutes critiquant le gouvernement lors d'un rassemblement pour la Journée internationale des droits de l'homme, évènement qualifié ultérieurement d'incident de Kaohsiung . À la suite de ce rassemblement, la quasi-totalité des dirigeants du mouvement démocratique taïwanais, y compris Annette Lu, sont emprisonnés. Elle est jugée et reconnue coupable de sédition violente et condamnée par un tribunal militaire à 12 ans de prison. Elle est désignée prisonnière d'opinion par Amnesty International et, en raison de la pression internationale associée au travail de Ma Ying-jeou et de Jerome A. Cohen, est libérée en 1985, après environ cinq ans et demi de prison,.
Dans les années 1990, Annette Lu s'efforce de faire réintégrer Taïwan aux Nations unies, non pas sous le nom de « République de Chine », mais sous le nom de Taïwan.
Annette Lu rejoint le Parti démocrate progressiste en novembre 1990, et est élue députée au Yuan législatif entre 1993 et 1996,. En 1997, elle remporte l'élection pour la magistrature de sa ville natale, Taoyuan,, un poste qu'elle occupe jusqu'à ce que Chen Shui-bian la choisisse comme colistière aux élections présidentielles de 2000.

### Vice-présidente de la république (2000-2008)
Le 18 mars 2000, Annette Lu est élue vice-présidente. Elle reçoit le prix de la paix mondiale (World Peace Prize) de l'organisme à but non lucratif américain World Peace Corps Mission en 2001. Une controverse éclate à ce sujet à Taïwan ; les opposants politiques d'Annette Lu l'accusent de largement exagérer l'importance et la valeur de ce prix. Elle est également la première vice-présidente élue de la république de Chine à adopter un prénom occidental. Dans son interview pour le magazine Time Asia, elle déclare que « le Kuomintang n'a jamais imaginé que le parti aurait à transférer son régime à elle, une des combattantes de la liberté ».
Le 19 mars 2004, Annette Lu reçoit une balle dans la rotule droite alors qu'elle faisait campagne à Tainan. Chen Shui-bian reçoit une balle dans l'abdomen lors du même événement. Ils survivent tous deux à la fusillade et quittent l'hôpital de Chi-mei le même jour. L'opposition nationaliste a suggéré que la fusillade n'était pas une tentative d'assassinat mais qu'elle avait été orchestrée pour récupérer des votes de sympathie. Le ticket présidentiel Chen Shui-bian / Annette Lu remporte l'élection le lendemain avec une marge de 0,228%, un chiffre significatif pour ceux qui y ont vu un lien avec les évènements de la veille.
Annette Lu est candidate à l'élection présidentielle de 2008 ; elle annonce sa candidature le 6 mars et affronte Yu Shyi-kun, Frank Hsieh et Su Tseng-chang aux élections. Après n'avoir reçu que 6,16 % des suffrages exprimés lors de la primaire du PDP, Annette Lu se retire de la course,.

### Carrière politique ultérieure

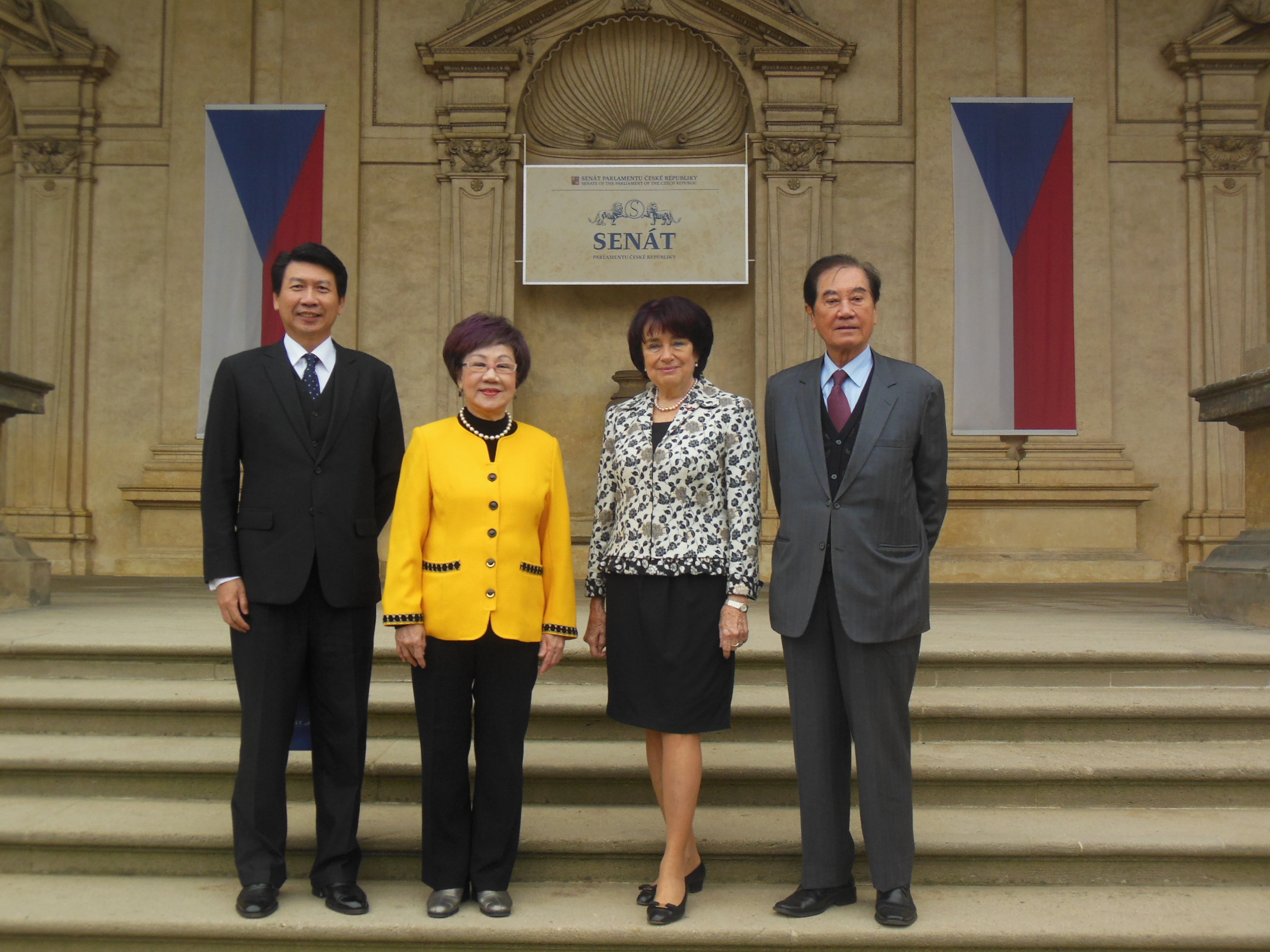
Annette Lu avec l'ambassadeur Joey Wang, la sénatrice Eva Syková et Mark Chen lors de la conférence Forum 2000 en 2016 à Prague.

Annette Lu annonce en mars 2018 qu'elle se présente à la primaire du Parti démocrate progressiste pour les élections municipales de Taipei. Peu de temps après que le PDP nomme Pasuya Yao comme candidat, Annette Lu déclare son intention de quitter le parti,.
Elle reste membre du PDP jusqu'en 2019 et annonce en septembre 2019 qu'elle se présentera à l'élection présidentielle de 2020 sous l'étiquette de l'Alliance Formosa, avec Peng Pai-hsien comme colistier,. Le 2 novembre 2019, Annette Lu suspend sa campagne présidentielle,.

## Affaires judiciaires

### Accusations de corruption et acquittement
Le 21 septembre 2007, Annette Lu, ainsi que le président du PDP Yu Shyi-Kun et le secrétaire général du Bureau de la sécurité nationale, Mark Chen, sont inculpés séparément d'accusations de corruption par le bureau du procureur suprême de Taïwan. Annette Lu est accusée de détournement de fonds et d'abus de fonds spéciaux d'un montant d'environ 165 000 dollars. Le 2 juillet 2012, tous les trois sont acquittés de tous les chefs d'accusation.

## Publications

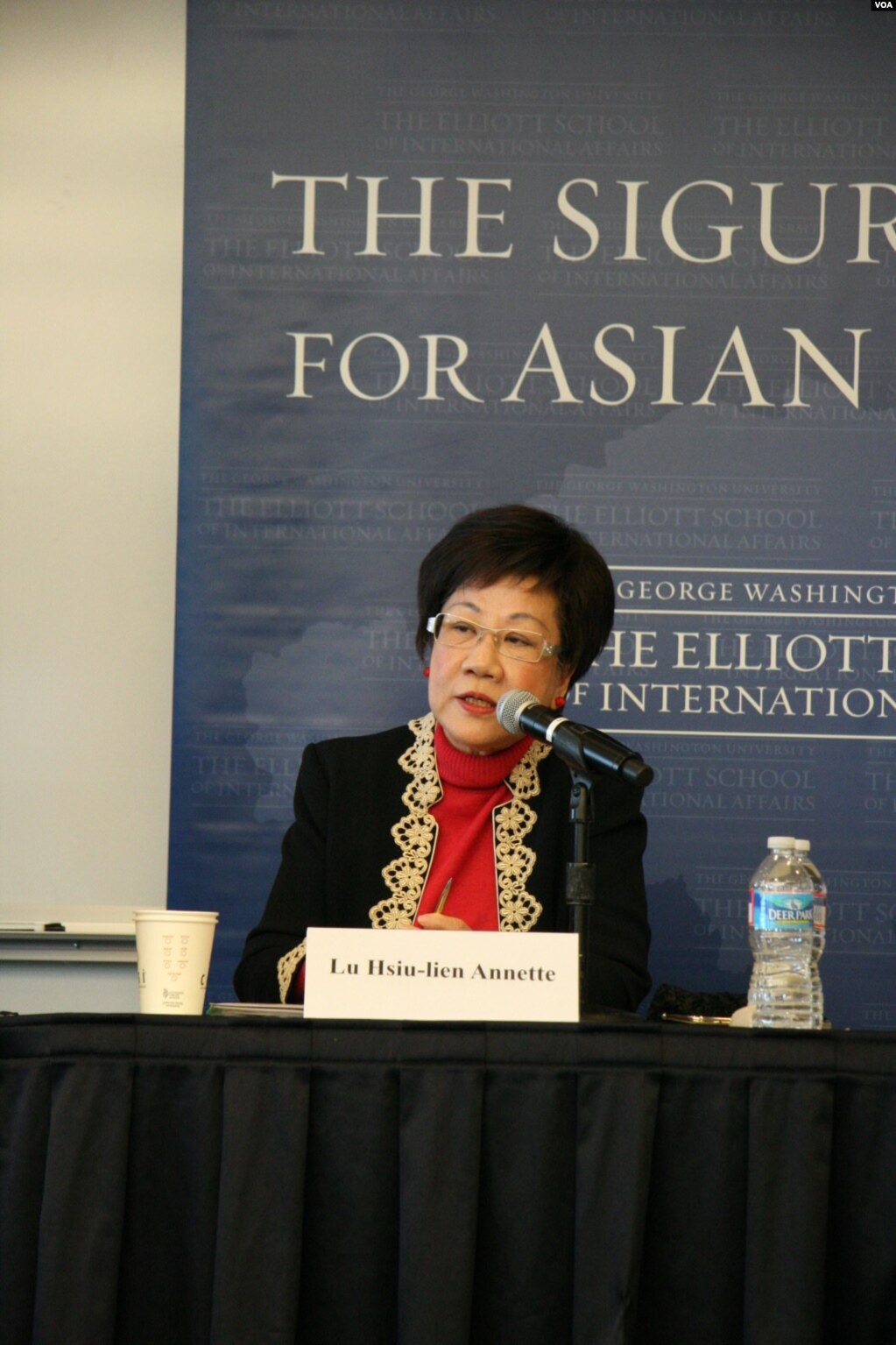
Annette Lu en 2013.

Annette Lu termine[Quand ?] son roman intitulé Ces trois femmes en prison. Pour échapper à la surveillance du centre de détention, elle écrit une partie du roman sur du papier toilette utilisant un lavabo comme bureau. En 2008, le roman est adapté en scénario pour la fiction télévisée du même nom. Le programme est diffusé le 24 novembre 2008 sur la chaîne Chinese Television System.

## Prises de position

### Relations transdétroits
Concernant les relations transdétroits avec la Chine, Annette Lu s'est montrée plus ouverte à l'indépendance de Taïwan que le président Chen Shui-bian et a donc été plus durement attaquée que Chen Shui-bian à la fois par le gouvernement de la république populaire de Chine ainsi que par les partisans de la réunification chinoise. Ses propos ont conduit les journaux d'État de Chine continentale à l'accuser d'attiser « l'animosité entre les peuples des deux côtés du détroit de Taïwan ». Les médias d'État de la république populaire de Chine ont également qualifié Annette Lu de « folle » et de « lie de la terre »[réf. nécessaire].

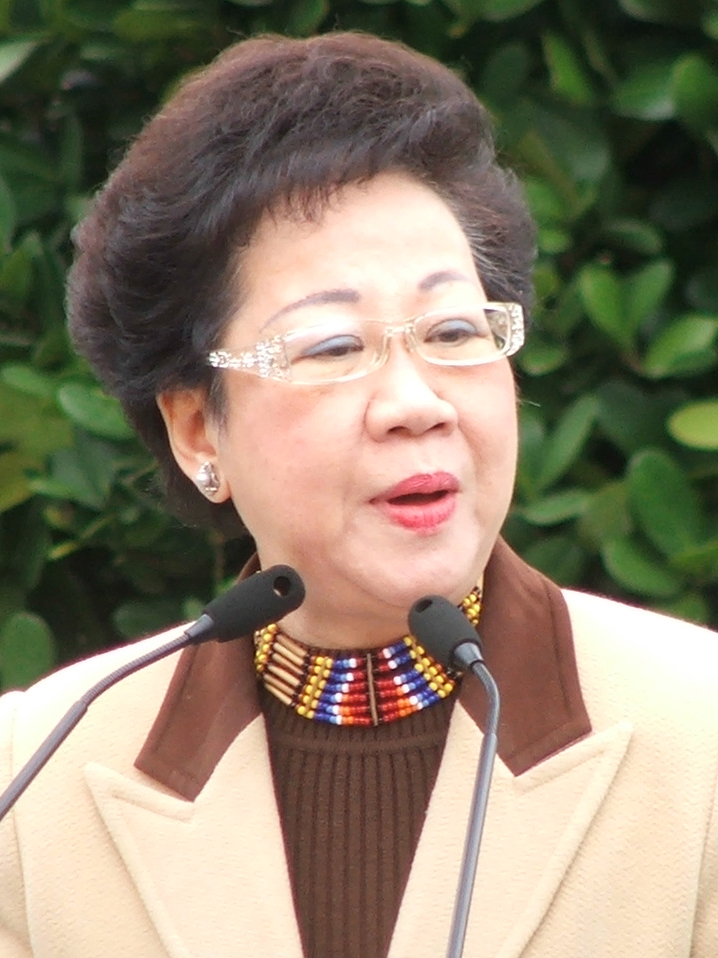
Annette Lu en 2016.

En 2010, Annette Lu se rend en Corée du Sud et préconise l'utilisation par Taïwan de ce qu'elle appelle le « soft power », c'est-à-dire un développement économique et politique pacifique, comme modèle de résolution des conflits internationaux. À la mi-avril 2013, s'exprimant à l'université George Washington, Annette Lu appelle le PDP à plus de compréhension vis-à-vis de la Chine continentale, car l'avenir de Taiwan dépend du développement sur le continent. Elle déclare que les relations transdétroits devraient être non seulement comme celles envers un parent éloigné, mais aussi comme celles envers un voisin proche. Et elle souligne qu'il ne devrait y avoir ni haine ni guerre entre Taïwan et la Chine continentale, et que les deux parties devraient poursuivre la coexistence pacifique, la coopération industrielle et les échanges culturels.
S'exprimant lors de la cérémonie de fondation de l'Union contre le principe d'une seule Chine à Taipei le 29 avril 2013, Annette Lu met en garde contre l'annexion silencieuse de Taïwan à la Chine depuis l'introduction de la loi anti-sécession en 2005 et l'érosion progressive de la souveraineté de Taïwan. Cependant, elle affirme que Taïwan ne s'oppose pas à ce qu'il y ait qu'une seule Chine dans le monde, mais Taïwan ne fait pas partie de la Chine. Elle critique le président de la république de Chine, Ma Ying-jeou, pour avoir rendu Taïwan de plus en plus dépendant de la Chine. Elle réaffirme son Consensus de 1996 pour s'opposer au Consensus de 1992 du Kuomintang concernant les relations avec la république populaire de Chine, dans lequel elle déclare que Taïwan est un pays souverain indépendant après l'élection présidentielle de 1996 en république de Chine.

## Synthèse des résultats électoraux
| Candidats | Candidats    | Partis                       | Vote    | Vote |
| Candidats | Candidats    | Partis                       | Voix    | %    |
| --------- | ------------ | ---------------------------- | ------- | ---- |
|           | Annette Lu   | Parti démocrate progressiste | 324 074 | 55,3 |
|           | Fang Li-hsiu | Kuomintang                   | 216 325 | 36,9 |
|           | Lai Lai-kun  | Nouveau parti                | 45 526  | 7,8  |
| Total     | Total        | Total                        | 594 529 | 100  |

| Candidats et vice-président | Candidats et vice-président   | Partis                       | Vote       | Vote  |
| Candidats et vice-président | Candidats et vice-président   | Partis                       | Voix       | %     |
| --------------------------- | ----------------------------- | ---------------------------- | ---------- | ----- |
|                             | Chen Shui-bian Annette Lu     | Parti démocrate progressiste | 4 977 697  | 39,30 |
|                             | James Soong Chang Chau-hsiung | Sans étiquette               | 4 664 972  | 36,84 |
|                             | Lien Chan Vincent Siew        | Kuomintang                   | 2 925 513  | 23,10 |
|                             | Hsu Hsin-liang Josephine Chu  | Sans étiquette               | 79 429     | 0,63  |
|                             | Li Ao Elmer Fung              | Nouveau parti                | 16 782     | 0,13  |
| Votes valides               | Votes valides                 | Votes valides                | 12 664 393 | 99,04 |
| Votes invalides             | Votes invalides               | Votes invalides              | 122 278    | 0,96  |
| Total                       | Total                         | Total                        | 12 786 671 | 100   |
| Participation               | Participation                 | Participation                |            | 82,69 |